# Oceania Football Confederation
Die Oceania Football Confederation (kurz OFC, deutsch: Ozeanische Fußball-Konföderation) ist eine der sechs Kontinental-Konföderationen des Weltfußballverbands FIFA. Er wurde 1966 von den Fußballverbänden aus Australien, Neuseeland, Fidschi und Papua-Neuguinea gegründet. Derzeit gehören der OFC elf Verbände an. Sitz des Verbandes ist Auckland, Neuseeland. Die OFC ist Ausrichter der Fußball-Ozeanienmeisterschaft.

## Mitgliedsverbände
Der OFC gehören derzeit 13 Landesverbände an, davon 2 lediglich assoziiert und nicht als Mitglied der FIFA.
| Land               | Verband                                       | Beitritt |
| ------------------ | --------------------------------------------- | -------- |
| Amerikanisch-Samoa | Football Federation American Samoa (FFAS)     | 1998     |
| Cookinseln         | Cook Islands Football Association (CIFA)      | 1994     |
| Fidschi            | Fiji Football Association (FFA)               | 1966     |
| Kiribati*          | Kiribati Islands Football Federation (KIFA)   | 2007     |
| Neukaledonien      | Fédération Calédonienne de Football (FCF)     | 2004     |
| Neuseeland         | New Zealand Football (NZF)                    | 1966     |
| Papua-Neuguinea    | Papua New Guinea Football Association (PNGFA) | 1966     |
| Salomonen          | Solomon Islands Football Federation (SIFF)    | 1988     |
| Samoa              | Football Federation Samoa (FFS)               | 1984     |
| Tahiti             | Fédération Tahitienne de Football (FTF)       | 1990     |
| Tonga              | Tonga Football Association (TFA)              | 1994     |
| Tuvalu*            | Tuvalu National Football Association (TNFA)   | 2006     |
| Vanuatu            | Vanuatu Football Federation (VFF)             | 1988     |

* Keine Mitglieder der FIFA, jedoch assoziierte Mitglieder der OFC.
Nicht anerkannt sind u. a. die Fußballauswahlen der Marshallinseln, Mikronesiens, Naurus, Palaus und von Wallis und Futuna.
Am 1. Januar 2006 verlor der OFC mit Australien sein größtes Mitglied, da sich Football Australia dem Kontinentalverband Asiens anschloss. Auch die ozeanischen Länder Guam und die Nördlichen Marianen gehören dem asiatischen Verband an.

## Ehemalige Mitgliedsverbände
| Land                | Verband                                               | Beitritt  | Austritt  | Aktuelle Zugehörigkeit |
| ------------------- | ----------------------------------------------------- | --------- | --------- | ---------------------- |
| Australien          | Football Australia (FA)                               | 1966 1978 | 1972 2006 | AFC                    |
| Chinesisch Taipeh   | Chinese Taipei Football Association (CTFA)            | 1976 1982 | 1978 1989 | AFC                    |
| Niue*               | Niue Island Soccer Association (NISA)                 | 2006      | 2021      |                        |
| Nördliche Marianen* | Northern Mariana Islands Football Association (NMIFA) | 1998      | 2009      | AFC                    |

* Kein Mitglied der FIFA, jedoch (ehemals) assoziiertes Mitglied der OFC

## Geschichte
Die FIFA erkannte die OFC als eigenständige Konföderation erst 1996 voll an. Verhandlungspunkt ist seither die Teilnahme ozeanischer Mannschaften an der Fußball-WM. Derzeit steht Ozeanien nur ein halber Startplatz zu. So muss der WM-Anwärter der OFC gegen eine Nationalmannschaft einer anderen Konföderation zwei Play-off-Spiele austragen. Für die Weltmeisterschaft 2010 schaffte Neuseeland überraschend die Qualifikation gegen die Auswahl aus Bahrain. Bei der Weltmeisterschaft 2026 wird die OFC erstmals einen fixen Startplatz erhalten.
Im Laufe der Geschichte nahmen auch die Mannschaften aus Taiwan und Israel an WM-Qualifikationsturnieren der OFC teil. Dies erfolgte meist aus politischen Gründen, da man vermeiden wollte, dass sich andere Teilnehmer weigern, gegen ihren Gegner anzutreten (Iran und andere arabische/muslimische Länder gegen Israel; Volksrepublik China und andere kommunistische Länder gegen Taiwan). 1970 konnten sich die Israelis zunächst gegen Neuseeland und Nordkorea und dann gegen Australien durchsetzen und sich zum bisher einzigen Mal für die WM-Endrunde qualifizieren.
2006 schloss sich Australien dem asiatischen Kontinentalverband AFC an und schied somit aus dem OFC aus. Seitdem nimmt Australien an Qualifikationsgruppen zu Weltmeisterschaften und Olympischen Spielen sowie an der Fußball-Asienmeisterschaft im Rahmen der Pflichtspiele innerhalb der AFC teil und kann sich somit mit gleichwertigeren Gegnern messen.
Für die Weltmeisterschaft der Frauen steht dem Ozeanischen Verband seit der ersten Austragung 1991 ein fester Startplatz zu. Bei den Olympischen Spielen war Australien als Gastgeber 2000 für die Turniere der Männer und Frauen automatisch qualifiziert. Seit 2004 steht dem OFC für das Turnier der Frauen ein fester Startplatz zu, den die Männer bereits für 1988 erhielten. Zuvor nahmen die Australier teilweise an der asiatischen Qualifikation teil.

## WM-Endrunden-Teilnehmer

### Männer
- 1974 –  Australien
- 1982 –  Neuseeland
- 2006 –  Australien
- 2010 –  Neuseeland (Australien qualifizierte sich ebenfalls – über die Asian Football Confederation – für diese WM)
- 2014 – (Australien qualifizierte sich – über die Asian Football Confederation – für diese WM)
- 2018 – (Australien qualifizierte sich – über die Asian Football Confederation – für diese WM)
- 2022 – (Australien qualifizierte sich – über die Asian Football Confederation – für diese WM)
- 2026 –  Neuseeland

Bei allen anderen WM-Endrunden konnte sich keine Mannschaft aus Ozeanien qualifizieren.

### Frauen
Bisher nahm an allen Weltmeisterschaften der Frauen ein Vertreter des OFC teil, sie schieden jedoch alle in der Vorrunde aus. 2007 erreichte Australien als Vertreter Asiens das Viertelfinale und schied dort gegen den späteren Vizeweltmeister Brasilien aus.
- 1991 –  Neuseeland
- 1995 –  Australien
- 1999 –  Australien
- 2003 –  Australien
- 2007 –  Neuseeland (Australien qualifizierte sich ebenfalls – über die Asian Football Confederation – für diese WM)
- 2011 –  Neuseeland (Australien qualifizierte sich ebenfalls – über die Asian Football Confederation – für diese WM)
- 2015 –  Neuseeland (Australien qualifizierte sich ebenfalls – über die Asian Football Confederation – für diese WM)
- 2019 –  Neuseeland (Australien qualifizierte sich ebenfalls – über die Asian Football Confederation – für diese WM)
- 2023 –  Neuseeland (Australien richtete zusammen mit Neuseeland diese WM aus)

## Wettbewerbe

### Nationalmannschaften

#### Männer
- Fußball-Ozeanienmeisterschaft
- Olympisches Qualifikationsturnier
- Fußballturnier bei den Pazifikspielen (gemeinsam mit dem Pacific Games Council)
- U-20-Fußball-Ozeanienmeisterschaft
- U-17-Fußball-Ozeanienmeisterschaft
- OFC Beachsoccer Meisterschaft
- Futsal-Ozeanienmeisterschaft

#### Frauen
- Fußball-Ozeanienmeisterschaft der Frauen
- Olympisches Qualifikationsturnier der Frauen
- Fußballturnier der Frauen bei den Pazifikspielen (gemeinsam mit dem Pacific Games Council)
- U-20-Fußball-Ozeanienmeisterschaft der Frauen
- U-17-Fußball-Ozeanienmeisterschaft der Frauen

### Vereinsmannschaften
- OFC Champions League
- OFC Professional League
- OFC Women’s Champions League